# Vorsetzer (Fernsehen)
Als Vorsetzer bezeichnet man beim Fernsehen einen kurzen Anspielfilm (Presenter) der zum Beispiel vor einer Sendung eingespielt wird und einen Themenüberblick sowie Gäste der Sendung zeigt. Ein Vorsetzer ist selten länger als 90 Sekunden.